# 1630 Milet
1630 Milet (1952 DA) là một tiểu hành tinh vành đai chính được phát hiện ngày 28 tháng 2 năm 1952 bởi L. Boyer ở Algiers.